# Голуб, Леон
Леон Голуб (англ. Leon Golub; 1922, Чикаго — 2004, Нью-Йорк) — американский художник и график, работавший в стиле американского реализма.

## Биография
Леон Голуб закончил в 1942 году университет в Чикаго, затем учился в чикагском Институте искусств (магистр искусств с 1950 года). Принадлежал к художественной группе «Монстер Ростер». Участник различных художественных выставок современного искусства, в том числе documenta 3 (1964), 8 (1987), 11 (2003) в немецком Касселе и 50-го биеннале в Венеции.
Был женат на художнице Нэнси Сперо (24 августа 1926 — 18 октября 2009).

## Творчество
Искусство Л. Голуба всегда было социально ангажированным. Увидев ещё в 1937 году в чикагском Клубе художников «Гернику» Пикассо, он определился на будущее в тематике своих произведений. Своими крупноформатными полотнами художник борется с насилием любого рода — от применения напалма и жестокостей вьетнамской войны до пыток, применяемых в полицейских участках, и уличного насилия. Критики его работ иногда сравнивали произведения Л. Голуба с агитпропом, что, конечно, только подчёркивало воздействие пронзительной живописи художника, выполненной всегда в резких, контрастных тонах, на зрителя.